# Fotboll Club Rosengård
El Fotboll Club Rosengård Dam (anteriormente llamado Malmö FF Dam y LdB FC Malmö), es un club de fútbol femenino de Suecia con sede en Malmö, Scania. Juega en la Damallsvenskan desde los inicios de la liga en 1988. Uno de los equipos más exitosos del fútbol femenina sueco, ha ganado la liga un récord de 13 veces, la última en 2022; sumado a sus 6 Copas y 4 Supercopas. El FC Rosengård juega sus partidos como local en el Malmö IP de la ciudad homónima. En octubre de 2013 se convirtió en la sección femenina del FC Rosengård masculino.

## Historia
El 7 de septiembre de 1970, la junta directiva del Malmö FF tomó la decisión de formar un equipo femenino como parte del club principal. El equipo se llamó Malmö FF Dam, con la palabra dam que significa dama, para distinguir al equipo de la sección masculina del mismo club.
En 1986, el club ganó la División 1 de Suecia por primera vez. La División 1 fue la división más alta del país hasta 1988, cuando se formó la Damallsvenskan. El club tardó tres temporadas en ganar la recién formada Damallsvenskan en 1990 y le siguieron más éxitos en 1991, 1993 y 1994. Malmö FF Dam luego terminaría como subcampeón durante siete temporadas consecutivas (de 1996 a 2002).
En abril de 2007, Malmö FF Dam inició un cambio de marca del equipo, en el que se incluyeron un nombre de equipo, camisetas y logotipo. El equipo pasó a llamarse LdB FC Malmö el 11 de abril de 2007. Esto significó que el club se independizó por completo del Malmö FF . El cambio de nombre estuvo relacionado con un acuerdo de patrocinio de 24 millones de coronas suecas con la firma sueca de belleza personal Hardford; cuya marca líder Lait de Beauté se convirtió en el nombre del club.
Bajo el nombre de LdB FC Malmö, el club ganó la Damallsvenskan en 2010, lo que los clasificó para la Liga de Campeones de 2011-12. Le siguió una exitosa temporada 2011 en la que lograron defender el título. En el último partido de la temporada 2012 el Tyresö FF les arrancó el título tras ganarle de visitante por 0-1 y quedar en la cima de tabla por diferencia de goles. En 2013, lograron el título una vez más, con una victoria de visitante por 2-3 ante el Tyresö FF, punto de inflexión de la temporada.
En octubre de 2013, el club se fusionó con el FC Rosengård 1917 masculino, adoptando el nombre de este último. Los campeonatos ganados en 2014 y 2015 sumadas al título de 2013 bajo su antiguo nombre, hicieron que el club se convirtiera en tricampeón por primera vez en su historia.

## Jugadoras

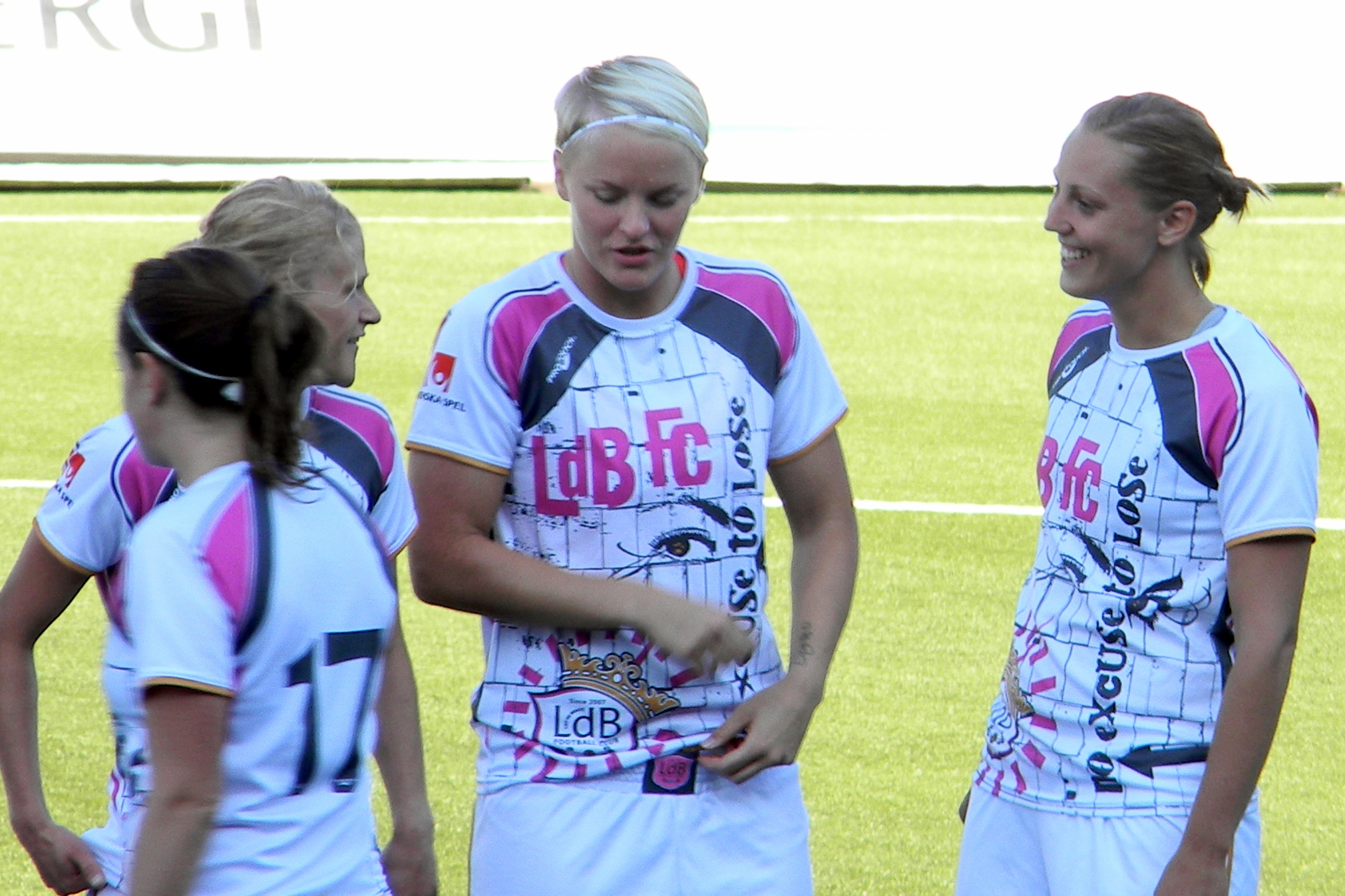
Nilla Fischer (centro) en julio de 2011. La internacional sueca pasaría 9 años en el club (2003-2012).

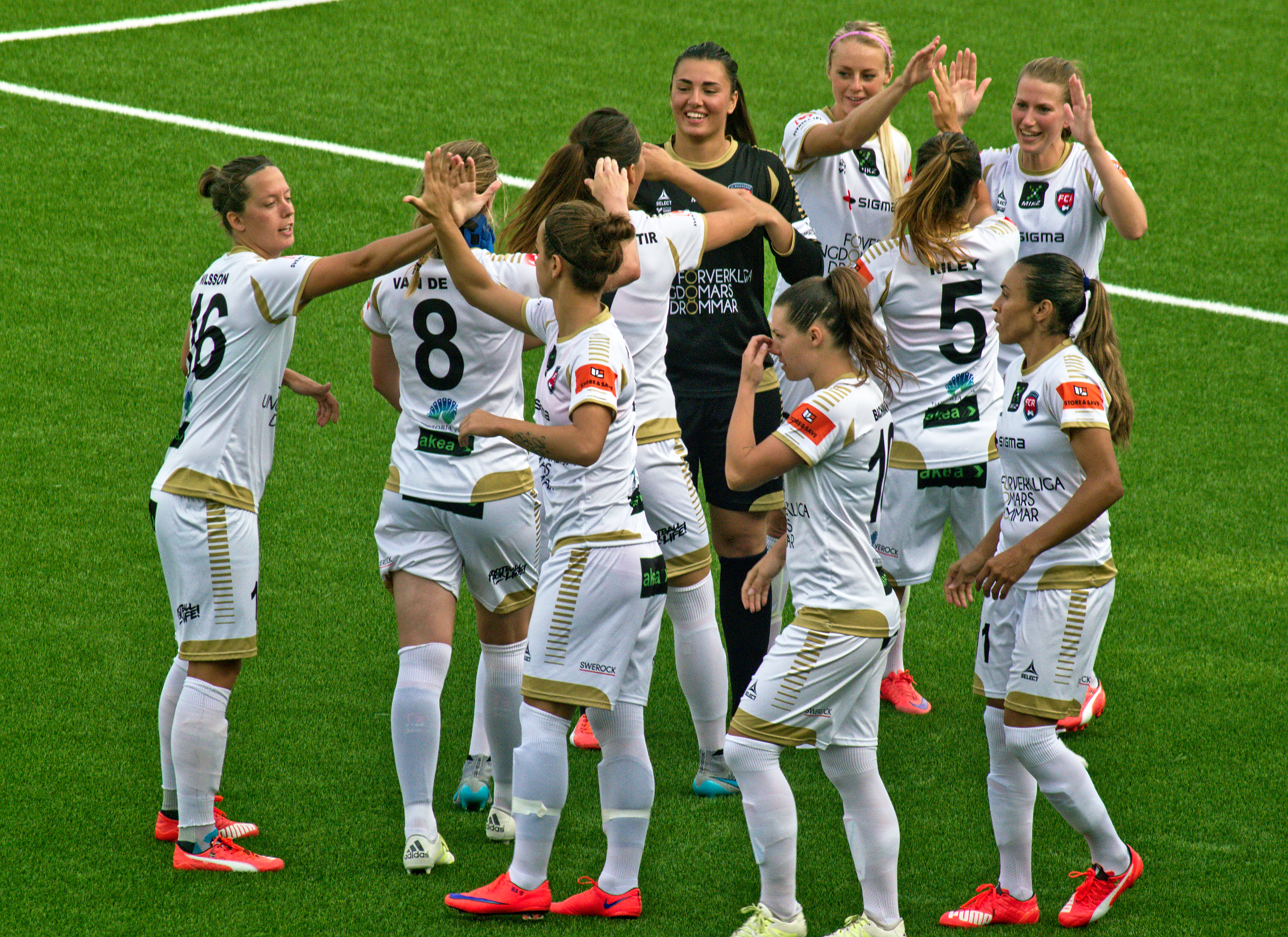
El equipo en agosto de 2015.

## Palmarés
| Competición nacional               | Títulos                                                                             | Subcampeonatos                                                    |
| ---------------------------------- | ----------------------------------------------------------------------------------- | ----------------------------------------------------------------- |
| Primera División (14/11)           | 1986, 1990, 1991, 1993, 1994, 2010, 2011, 2013, 2014, 2015, 2019, 2021, 2022, 2024. | 1989, 1996, 1997, 1998, 1999, 2000, 2001, 2002, 2005, 2012, 2016. |
| Segunda División (1/0)             | 1980.                                                                               |                                                                   |
| Copa de Suecia Femenina (6/2)      | 1990, 1997, 2016, 2017, 2018, 2022.                                                 | 2003, 2015.                                                       |
| Supercopa de Suecia Femenina (4/0) | 2011, 2012, 2015, 2016.                                                             |                                                                   |